# William Hamilton (filozof)
Sir William Hamilton, 9. baronet, škotski filozof, logik, * 8. marec 1788, Glasgow, Škotska, ZK, † 6. maj 1856, Edinburg, Škotska

## Življenje
William Hamilton se je 8. marca 1788 rodil v izobraženi družini. Njegov oče William Hamilton je bil profesor anatomije in botanike na Univerzi v Glasgowu. Po smrti očeta je za Williama in njegovega mlajšega brata Thomasa skrbela le še mati Elizabeth Stirling. William se je izobraževal na Glasgowski gimnaziji, dve leti pa je preživel tudi na zasebni šoli v Chiswicku v Kentu. Leta 1803 se je vpisal na Univerzo v Glasgowu, kjer se je pri profesorju Georgu Jardinu učil logike, pri profesorju Jamesu Mylnu pa moralne filozofije. Izkazal se je za izjemno inteligentnega, v naslednjih dveh letih pa je študiral tudi matematiko, medicino in naravoslovje. Pozimi leta 1806 je nadaljeval s študijem medicine na Univerzi v Edinburgu.
Na Univerzi v Oxfordu je s pomočjo štipendije študiral predvsem umetnost in filozofijo ter leta 1811 diplomiral, tri leta kasneje pa magistriral. Nameraval je delati v medicini, a je to idejo opustil, ko je zapustil Oxford. Leta 1813 je postal kvalificiran advokat, kljub temu pa je še naprej živel bolj kot študent. V tistem času je predvsem raziskoval in hkrati postopoma oblikoval svoj filozofski sistem. Z raziskavami svoje družine in prednikov je potrdil, da zastopa družino Hamilton iz Prestona in 1816 prevzel naziv baronet, ki ni bil uporabljen od smrti Roberta Hamiltona iz Prestona leta 1701.
Leta 1817 in leta 1820 je obiskal Nemčijo, kar ga je spodbudilo k študiranju nemščine in delno tudi nemške filozofije, ki je bila takrat skoraj popolnoma zanemarjena na britanskih univerzah. Leta 1820 se je potegoval za predstojnika moralne filozofije na Univerzi v Edinburgu, a službe ni dobil zaradi politične kritike Johna Wilsona. Leta 1821 je postal profesor civilne zgodovine in predaval predvsem o literaturi in zgodovini moderne Evrope. Sprva je bil plačan 100 funtov na leto, ko pa se je zanimanje med učenci zmanjšalo, je Hamilton ostal brez plače in kmalu tudi brez službe. Januarje 1827 mu je umrla mati, na katero je bil precej navezan, marca 1828 pa se je poročil s svojo sestrično Janet Marshall. Okoli tistega časa se je preselil v Edinburg.
Leta 1829 je izdal svoje prvo delo, esej z naslovom Filozofija brezpogojnega (Philosophy of the Unconditioned), ki naj bi bil kritika Cours de philosophie takrat zelo uveljavljenega francoskega filozofa Victorja Cousina, leta 1836 pa je bil sprejet v društvo logikov in metafizikov na Univerzi v Edinburgu. Napisal je mnoge članke o organizaciji in reformi univerze, med drugim tudi članek, kjer je izrazil za tisti čas nesprejemljiv pogled na študij matematike. Zaradi paralize, ki ga je doletela julija leta 1844, je bil do smrti ostal invaliden. Paraliza sicer ni imela vpliva na njegov um, zato je še naprej učil. Leta 1855 je bil izvoljen za častnega člana Ameriške akademije znanosti in umetnosti (American Academy of Arts and Sciences) in pozimi še zadnjič učil svoj razred. Umrl je 6. maja 1856, nasledil pa ga je sin Sir William Stirling-Hamilton, 10. baronet, ki je bil general v britanski vojski.

## Filozofski pogledi
Hamilton je bil pripadnik škotske filozofije zdravega razuma in viden zagovornik in raziskovalec Thomasa Reida, čeprav je pod vplivom Kanta presegel tradicije zdravorazumske šole in združil relativnost znanja z naivnim realizmom. Njegova psihologija je, medtem ko je zaznamovala napredovanje dela Reida in Stewarta, bila "fakultetne" vrste in so jo zdaj v veliki meri nadomestili drugi pogledi. Njegov prispevek k logiki je bila zdaj že dobro znana teorija kvantifikacije predikata, s katero je postal predhodnik sedanje algebrske šole logikov.
Njegov zakon pogojenega, njegova korelativna filozofija brezpogojnega, pride najbližje teologiji. Njegov zakon pravi "da je vse, kar obstaja, med dvema skrajnostma, ki si med seboj nasprotujeta. Zato ne moreta biti obe resnični. Ker pa sta si medsebojno nasprotujoči, ena mora biti resnična ... Zakonu, da je razumljivo vedno omejeno z nepredstavljivim, pravim zakon pogojenega."
Svoje stališče, da je neskončnost "neprepoznavna in nepredstavljiva," je opisal v svojem najvplivnejšem delu, eseju Filozofija brezpogojnega. Ta nauk z njegove filozofske plati je protest proti Kantovemu skeptičnemu razmišljanju, ki pravi, da razum prihaja do brezupnih nasprotij. Na svoji teološki plati pa oznanja nemožnost spoznanja Absolutnega Bitja.
Kant je apriorne označil kot samo oblike uma in v skladu s tem so ideje o sebi, vesolju in Bogu postale le regulativne v našem intelektualnem postopku in nikakor niso garancija resnice. V skladu s tem se je Kant osredotočil na "protislovnost na videz dogmatičnih spoznanj, saj v nobeni od njih ne moremo odkriti nobene odločene superiornosti." To so bila, da je svet imel začetek, da ga ni; da je vsaka sestavljena snov sestavljena iz preprostih delov, da nobena sestavljena stvar ni sestavljena iz preprostih delov; da vzročnost po naravnih zakonih ni edina vzročnost, ki deluje na izvoru sveta, da ni druge vzročnosti; da je nujno potrebno višje bitje, da takšnega bitja ni. Hamiltonov cilj je bil zatrjevati, da takšna protislovja niso posledica razuma, ampak poskus pritiska na razum in tako preseganja njegovih mej.

## Pomembna dela
- Filozofija brezpogojnega (1829)
- Razprave o filozofiji in književnosti, šolstvu in reformi univerz (1852)
- Predavanja o metafiziki in logiki (1860)